# Arthrolips picea
Arthrolips picea là một loài bọ cánh cứng trong họ Corylophidae. Loài này được Kunze năm 1837 miêu tả khoa học đầu tiên năm 1837.